# Federación de Fútbol de Chile
Die Federación de Fútbol de Chile (kurz FFC) ist der chilenische Fußballverband. Sie wurde am 19. Juni 1895 gegründet, was sie zum zweitältesten Verband Südamerikas macht. Außerdem ist sie Gründungsmitglied der 1916 gegründeten CONMEBOL. Sie trägt die Verantwortung für die Chilenische Fußballnationalmannschaft und für die folgenden Verbände:
- Asociación Nacional de Fútbol Profesional (Originalname: Asociación Central de Fútbol), die aus den Proficlubs Chiles besteht. Sie organisiert den professionellen Fußball in Chile.
- Asociación Nacional de Fútbol Amateur, die sich aus den Amateurclubs zusammensetzt. Sie organisiert den Amateurfußball in Chile.

## Aufnahme und Organisation
Der Verband ist Mitglied der FIFA, der CONMEBOL und des Comité Olímpico de Chile.
Der Verband ist verantwortlich für die Asociación Nacional de Fútbol Profesional (ANFP) und die Asociación Nacional de Fútbol Amateur (ANFA). Diese beiden Verbände werden vom Instituto Nacional del Fútbol (INAF) gemanagt, der 1996 gegründet wurde, um die Schiedsrichter, die Trainer zu trainieren.

## Geschichte
Die FFC wurde nach einem Treffen in Valparaíso am 19. Juni 1895 gegründet und den Vorsitz hatte der Journalist David Scott. Diese Organisation war ein Pionier in Sachen Fußballorganisation in Chile, aber mit einem sehr geringen Spielraum. Sie bekam Probleme mit der Federación Sportiva Nacional, der 1909 gegründeten Föderation, die für sorgen sollte, dass der Sport im Land geschützt wird.
Nachdem der Name in die spanische Sprache übertragen worden war (Name: Asociación de Football de Chile), wurde die FFC 1913 provisorisch in die FIFA aufgenommen und wurde 1914 Vollmitglied. 1916, während der ersten Copa América, wurde die CONMEBOL gegründet und Asociocón de Football de Chile war ein Gründungsmitglied. Die weiteren Gründungsmitglieder waren Brasilien, Argentinien und Uruguay.
1917 wurde der Disput zwischen der AFC und der FSN beigelegt. Aber in den frühen 1920ern erschien dann endgültig die Federación de Football de Chile in Santiago, welche im Oktober 1923 die Repräsentation des nationalen Fußballs übernahm. Dies geschah vor dem Rückzug der Asociación de Football de Chile aus der CONMEBOL, um eine Parallelföderation zu gründen. In Anbetracht dieser Situation wurde Chile 1925 aus der FIFA verbannt.
Dieser Verbannung forderte eine schnelle Lösung und am 24. Januar 1926 fusionierte die FFC mit der AFC. Nach der Vereinheitlichung nannte sich die Organisation Federación de Football de Chile und verlegte seinen Hauptsitz nach Valparaíso. Von der CONMEBOL wurde sie im April und von der FIFA, zeitweise, im Juli anerkannt.
Die Federación de Fútbol de Chile bewarb sich 1954 um die Austragung der Fußball-Weltmeisterschaft 1962. Am 10. Juni 1956 setzte sich Chile dann gegen Argentinien durch.
Am 15. August 2006 stellte die Federación de Fútbol de Chile seine Kandidatur für die U-20-Fußball-Weltmeisterschaft der Frauen 2008, die vierte Auflage des Turniers, vor. Am 15. September 2006 entschied das FIFA-Exekutivkomitee, diesen Wettbewerb an Chile zu vergeben. Dies war der erste Frauenwettbewerb im Fußball, egal welchen Alters, der in Südamerika stattfand.